# Jeune Bretonne, au parapluie et au châle, assise au bord de la mer
Jeune Bretonne, au parapluie et au châle, assise au bord de la mer est un tableau réalisé par le peintre français Paul Sérusier en 1895 à Douarnenez, dans le Finistère. De format vertical, cette œuvre exécutée sur carton à la gouache et l'encre de Chine représente, comme l'indique son titre, une Bretonne assise près d'une côte.
Aperçue par son profil gauche, la jeune femme est vêtue d'un costume traditionnel recouvert d'un châle bleu ciel. Installée sur ce qui semble être une dune herbeuse, elle tient un parapluie noir en portant vers le lointain, au-delà du cadre, un regard qui paraît triste.
La peinture est une étude pour Les Filles de Douarnenez, une toile qui appartient à une collection privée. Passée par celle de Gabriela Zapolska, elle est quant à elle conservée au musée national de Varsovie, à Varsovie, en Pologne.